# Râpa cu păpuși
Râpa cu păpuși (monument al naturii) este o arie protejată de interes național ce corespunde categoriei a III-a IUCN (rezervație naturală de tip geologic), situată în nord-estul Transilvaniei, pe teritoriul județului Bistrița-Năsăud.

## Localizare
Aria naturală se află în partea sudică a județului Bistrița-Năsăud, pe teritoriul administrativ al comunei Mărișelu (în partea nord-vestică a satului Domnești), în imediata apropiere a drumului județean (DJ154) care leagă localitatea Sărata de Măgurele.

## Descriere
Rezervația naturală a fost declarată arie protejată prin Legea Nr.5 din 6 martie 2000 (privind aprobarea Planului de amenajare a teritoriului național - Secțiunea a III-a - zone protejate, publicată în Monitorul Oficial al României, Nr.152 din 12 aprilie 2000) și se întinde pe o suprafață de 2 hectare. Aceasta reprezintă un perete aproape vertical (afloriment), în care apar nisipuri compacte, cu straturi de argile marnoase, gresii, marne și  gresii concrecționare multiple, având diferite forme (păpuși, capete de animale, ciuperci) și mărimi. 

## Obiective turistice aflate în vecinătate
- Biserica de lemn din Mărișelu.
- Biserica de lemn din Măgurele.
- Situl arheologic Villa rustica de la Bârla.